# 버크 앤 헤어
버크 앤 헤어(Burke & Hare)는 버크와 헤어 연쇄 살인 사건을 바탕으로 한 영국의 블랙 코미디 영화이다. 이 영화는 영국에서 2010년 10월 29일에 개봉되었다.

## 줄거리
윌리엄 버크와 윌리엄 헤어는 아일랜드 출신 이민자로, 가짜 만병통치약을 팔려다 사기를 들키고 헤어의 아내 러키가 운영하는 여관으로 도망친다. 여관에서 한 투숙객이 죽자, 러키는 버크와 헤어에게 시체를 처리해달라고 한다. 술집에 들른 헤어는 닥터 녹스가 시체를 높은 값에 사들인다는 정보를 듣고, 버크와 함께 시체를 녹스에게 팔기로 한다. 시체를 술통에 넣어 옮기는 과정에서 척추를 부러뜨리고, 망가진 시체를 본 녹스는 앞으로 시체를 가져오면 돈을 주겠다고 약속한다.
더 많은 시체를 구하기 위해 무덤을 파던 버크와 헤어는 엉뚱하게도 오래된 시체를 발굴하고, 경비병에게 쫓기는 소동을 겪는다. 여관으로 돌아온 그들은 술에 취한 러키로부터 또 다른 투숙객 조셉이 죽어가고 있다는 소식을 듣고, 기다릴 것 없이 조셉을 질식시켜 죽이고 시체를 녹스에게 가져간다. 돈을 벌게 된 버크는 고급 술집에서 배우 지니 호킨스를 만나 사랑에 빠진다.
헤어는 러키가 자신들의 범죄를 알고 있다는 사실을 알게 되지만, 오히려 그녀는 시체 한 구당 1파운드의 세금을 요구한다. 한편, 버크와 헤어는 갱단 두목 맥태비쉬에게 납치당해 돈을 빼앗기고, 손실을 메우기 위해 연쇄 살인을 계획한다. 에든버러에서는 사망자 수가 늘어나는 것에 대한 의심이 커지고, 경찰서장 맥클린톡이 수사를 시작한다. 버크가 불안해하자 헤어는 장의사 사업을 제안하지만, 맥태비쉬에게 다시 납치당한다.
맥태비쉬의 시체가 녹스의 해부용 시체로 발견되면서 맥클린톡은 녹스가 시체를 매입했다는 사실을 알게 된다. 녹스는 버크와 헤어와의 관계를 자백하고, 맥클린톡은 버크와 지니, 헤어와 러키를 체포한다. 감옥에서 버크는 뉘우치지만 헤어는 모든 사람이 교수형을 당할 것이라며 자백하지 말라고 한다. 검찰총장과 시장은 스캔들이 에든버러 의과대학의 명성을 해칠 것을 우려하여 맥클린톡에게 뇌물을 주고 사건을 은폐하려 한다.
맥클린톡은 죄수들에게 한 명이라도 자백하면 나머지는 풀려날 것이라고 말한다. 버크는 지니를 구하기 위해 자신이 모든 살인을 저질렀다고 자백하고, 사랑 때문에 그랬다고 말하며 교수형을 당한다. 영화는 버크의 실제 유골이 에든버러 대학 의과대학 해부학 박물관에 전시되어 있다는 사실을 보여주며 마무리된다.

## 출연

### 주연
- 사이먼 페그
- 앤디 서키스
- 아일라 피셔

### 조연
- 팀 커리
- 크리스찬 브레싱턴
- 스튜어트 맥쿼리
- 빌 베일리
- 톰 윌킨슨
- 마이클 스마일리
- 데이빗 쇼필드

## 기타
- 책임프로듀서: 폴 브렛
- 배역: 다니엘 허버드